# Castillo Chihaya
El Castillo Chihaya (千早城 'Chihaya-jō'?) fue un castillo japonés (城), construido en 1332 por Kusunoki Masashige (楠木 正成). Consistía principalmente en defensas de madera y tierra. Chihaya es un claro ejemplo del diseño de castillos japoneses del Periodo Nanboku-chō. Localizado en el monte Kongō (金剛山) en la provincia Kawachi (河内国), sobrevivió el asedio de 1333 pero fue más tarde conquistado por las fuerzas del Shogunato Ashikaga en 1390 y después abandonado.
Junto con el Castillo Akasaka (赤坂城), otro castillo cercano sobre una montaña, Chihaya sirvió como base de operaciones para Kusunoki así como el centro de sus defensas durante sus campañas en nombre del Emperador Go-Daigo (後醍醐天皇) en contra del clan Hōjō. Construido un año después de la caída de Akasaka, Chihaya fue diseñado para ser más resistente y sobrevivió el asedio de 1333 exitosamente. Algunos puentes movibles eran parte de las medidas defensivas que se tomaron junto con las paredes de madera, defensas de tierra además de la posición estratégica en la montaña Kongō. La fortaleza estaba rodeada de espesos árboles y pedruscos, los cuales podían rodar  en la montaña hacia un ejército invasor, además de que enramadas de maleza se utilizaban para protegerse de las flechas arrojadas por el enemigo.
Después de la exitosa defensa de 1333, la fortaleza vio poca actividad hasta su caída en 1390. Aunque nunca fue formalmente destruida en batalla, es improbable que elementos importantes de la fortaleza sobrevivan al día de hoy debido a la naturaleza de su construcción.